# Theodor Meydam
Johann Adolf Theodor Meydam (* 13. September 1827 in Crossen (Oder); † 23. Januar 1875 in Berlin) war preußischer Generalmajor und zuletzt General-Telegraphendirektor.

## Leben

### Herkunft
Seine Eltern waren der Postkommissar Michael Meydam und dessen Ehefrau Emilie, geborene Kramer. Sein Bruder Wilhelm Meydam (1821–1907) wurde Bürgermeister von Landsberg an der Warthe.

### Werdegang
Er erhielt seine Schulbildung auf der höheren Bürgerschule in Breslau. Nach seinem Abschluss ging er am 24. Oktober 1845 als Freiwilliger in die 5. Pionierabteilung. Er wechselte am 1. Oktober 1846 in die 3. Pionierabteilung und wurde zugleich in die Vereinigte Artillerie- und Ingenieurschule abkommandiert. Am 28. Januar 1847 kam er als Portepeefähnrich in die 2. Pionierabteilung, 1. Juli 1848 wurde er als Seconde-Lieutenant in die 1. Ingenieur-Division aggregiert. Vom 1. Oktober 1848 bis zum 30. September 1849 war er erneut in die Artillerie- und Ingenieurschule abkommandiert. Am 30. Mai 1850 wurde er dann in die 2. Pionierabteilung der 1. Ingenieurinspektion aggregiert. Von dort kam er am 15. August 1851 zum Festungsbau nach Swinemünde, anschließend wurde er am 1. Juli 1852 Adjutant der 2. Festungsinspektion. Am 6. Oktober 1854 wurde er als 3. Adjutant zur Generalinspektion des Ingenieur- und Pionierkorps versetzt, am 23. Oktober 1855 stieg er dort zum Premier-Lieutenant auf.

Im Anschluss wurde er am 4. März 1858 für zwei Jahre nach Paris abkommandiert, um dort die französische Sprache zu erlernen; in dieser Zeit wurde er am 31. Mai 1859 zum Hauptmann befördert. Nach seiner Rückkehr wurde er zu Fortifikationsarbeiten in die Festung Erfurt kommandiert. Am 1. Juli 1860 kam er dann als Kommandeur in die 3. Kompanie des Pionierbataillons Nr. 4. Anschließend kam er am 3. Oktober 1863 in den Großen Generalstab und am 21. Januar 1864 in das Generalkommando des IV. Armeekorps abkommandiert.
Während des Deutsch-Dänischen Krieges von 1864 kam er als Generalstabsoffizier in die mobile 2. Artillerieinspektion. Er nahm an der Belagerung und dem Sturm auf die Düppeler Schanzen teil. Dafür erhielt er den Roten Adlerorden 4. Klasse mit Schwertern sowie den österreichischen Orden der Eisernen Krone 3. Klasse mit Kriegsdekoration. Am 25. Juni 1864 stieg er zum Major auf und kam am 1. Oktober 1864 in den Generalstab der 1. Division. Während des Deutschen Krieges von 1866 kämpfte er bei Trautenau, Tobitschau und Königgrätz. Dafür erhielt er am 20. September 1866 den Kronen-Orden 3. Klasse mit Schwertern.
Nach dem Krieg kam er am 30. Oktober 1866 in den Generalstab des I. Armeekorps. Am 28. März 1867 kam er zur Dienstleistung für sechs Monate in die Telegraphendirektion. Am 5. Oktober 1867 wurde er von seinem Kommando entbunden. Danach wurde er am 14. Januar 1868 in den Großen Generalstab versetzt und zugleich mit der Wahrnehmung der Geschäfte des Chefs der Abteilung für Ingenieurangelegenheiten im Kriegsministerium beauftragt. Dort wurde er am 22. März 1868 zum Oberstleutnant befördert und am 1. Juli 1868 als Chef der Abteilung bestätigt. Am 16. Dezember 1869 kehrte er in das Telegraphenbüro zurück, wo er Stellvertreter des General-Telegraphendirektors wurde. Am 1. Januar 1870 kam er zu den Offizieren der Armee mit der Uniform des Kriegsministeriums, dabei blieb er Stellvertreter des General-Telegraphendirektors und wurde am 26. Juli 1870 zum Oberst befördert. Während des Deutsch-Französischen Krieges war er Chef der Militärtelegraphie im Großen Generalstab. Als solche befand er sich bei Gravelotte und Sedan, wo er das Eiserne Kreuz 2. Klasse erwarb sowie der Belagerung von Paris. Am 13. Juni 1871 erhielt er auch das Eiserne Kreuz 1. Klasse.
Nach dem Krieg wurde er am 4. Oktober 1871 Bevollmächtigter des Deutschen Reiches zum Abschluss eines Telegraphenvertrages mit Österreich, der Schweiz (Januar 1872) und den Niederlanden, am 18. Juni 1872 war in gleichen Position bei den Verhandlungen mit Luxemburg. Am 14. Oktober 1872 erhielt er dann den Posten als General-Telegraphendirektor, als Nachfolger von Franz von Chauvin. Am 18. Juli 1874 bekam er den Rang eines Brigadekommandeurs und dazu am 27. Oktober 1874 die Beförderung zum Generalmajor. Er starb wenig später am 23. Januar 1875 in Berlin und wurde am 27. Januar 1875 auf dem Militärfriedhof in der Hasenheide beigesetzt.

### Familie
Meydam heiratete am 12. Juni 1867 in Königsberg in Preußen Alexandrine Marie Douglas (* 22. Februar 1846; † 13. Januar 1909), eine Tochter des Gutsherren von Amalienau Karl Anton Douglas (* 2. Juli 1817; † 15. Dezember 1885) und der Charlotte Alexandrine Warschauer (* 14. Mai 1819; † 2. August 1913).